# Félix de Valois
Pour les articles homonymes, voir Félix et Valois.
Félix de Valois, né le 9 avril 1127 dans le comté de Valois et mort au couvent de Cerfroid à Brumetz (Aisne) le 4 novembre 1212, était un ermite et un moine français, fondateur avec saint Jean de Matha de l’ordre de la Très Sainte Trinité pour la rédemption des captifs (les Trinitaires).

## Biographie
Aucun élément biographique avant le XVe siècle n'est attesté avec certitude à propos de Félix de Valois. Plus d'un a même douté de son existence, mais les documents pontificaux adressés au frère Félix, ministre de l'Ordre, sont suffisamment explicites pour assurer son existence malgré les légendes et les mythologies qui l'ont entouré au cours des siècles.
À priori de la lignée royale des Capétiens, il semble avoir été éduqué à l’abbaye de Clairvaux dont l'abbé d'alors était saint Bernard avant de devenir moine cistercien, en remplaçant son prénom Hugues par celui de Félix.
Peu après avoir retrouvé la cour du roi de France ou ayant rejoint sa famille de sang royal, il s'engage pour la deuxième croisade, d'autant plus qu'elle est soutenue par Bernard de Clairvaux. À son retour, peut-être en raison de l'échec de celle-ci, il se décide pour un changement radical de vie et part se retirer au désert.

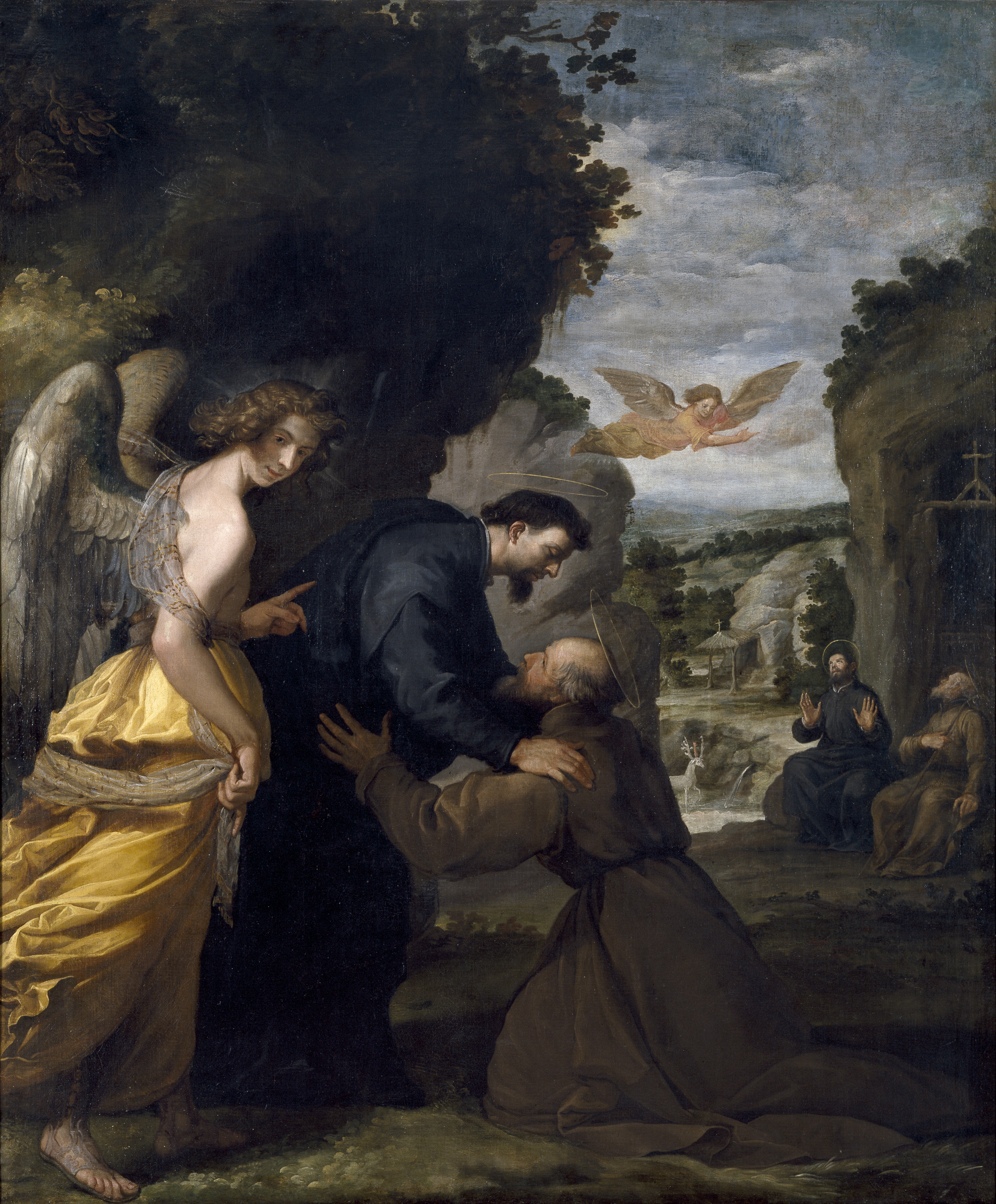
Rencontre de saint Jean de Matha et de saint Félix de Valois, Vicente Carducho (1635), musée du Prado, Madrid.

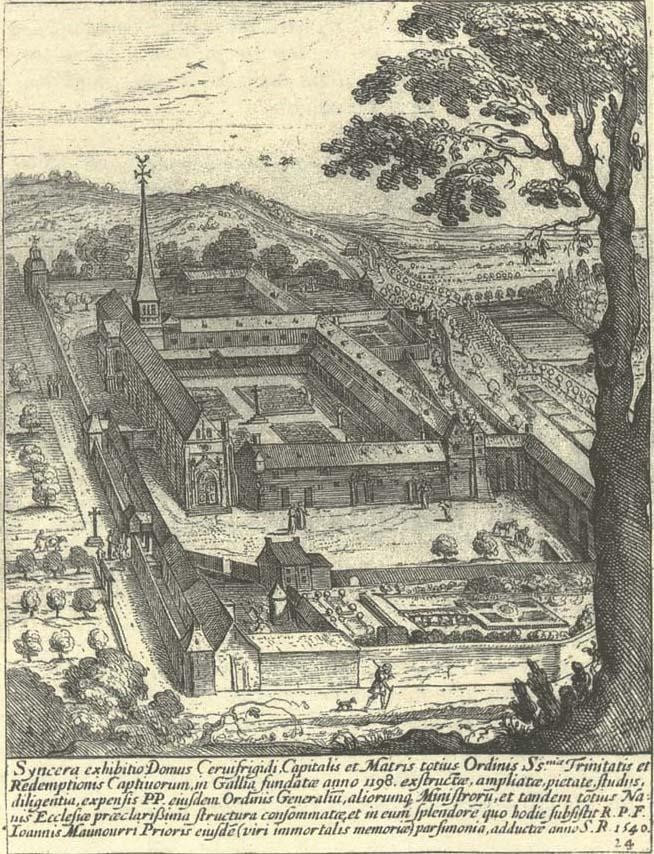
Le couvent de Cerfroid en 1540.

Ainsi il devient ermite dans la forêt à proximité de Brumetz à 80 km au nord-est de Paris dans le diocèse actuel de Soissons, Laon et Saint-Quentin. Petit à petit le rejoignent et l'entourent d'autres solitaires. Le temps passant et fort d'une réputation grandissante, il reçoit des visiteurs qui lui demandent conseils et prières. C'est ainsi qu'il fait la rencontre quarante ans plus tard de Jean de Matha avec lequel il va mettre en place un projet de fondation d'ordre destiné au rachat des chrétiens enlevés ou tombés prisonniers aux mains des Maures.
Légende ou précognition, c'est alors qu'il a une vision, celle d'un cerf blanc venu se désaltérer à la fontaine locale et portant une croix rouge et bleue au milieu du front. Il venait de découvrir le vêtement des futurs frères de leur Ordre qu'ils partent dès lors solliciter auprès du Saint-Siège à Rome. D'autant plus que Jean de Matha a lui aussi bénéficié d'une autre vision lors d'un office.
En 1198, ils obtiennent l'approbation du pape Innocent III. Marguerite de Blois fait alors don d'un bois où Félix établit son ermitage, et presque au même endroit, il érige avec ses compagnons le futur et célèbre couvent de Cerfroid devenant le berceau de l’Ordre et restant la maison-mère jusqu'en 1792. En quelques dizaines d'années, l'Ordre va se développer considérablement et étendre l'implantation de ses monastères à travers l'Europe.
Tandis que Jean de Matha part s'installer à Rome, Félix de Valois reste en France pour veiller aux intérêts de la congrégation. Il fonde avec l'aide de Philippe Auguste un couvent à Paris attaché à la chapelle Saint-Mathurin d'où leur nom de Mathurins, devenu célèbre par la suite sous Robert Gaguin, maître général de l'Ordre. Dans le même temps, un grand nombre de chrétiens sont libérés du joug des Musulmans.
Le culte liturgique des deux fondateurs des Trinitaires est approuvé par Alexandre VII en 1666, mais d'après les membres de l'Ordre trinitaire, les deux hommes avaient déjà été canonisés en 1262 (par Urbain IV). Félix de Valois est commémoré le 4 novembre selon le Martyrologe romain.
Selon les historiens, il serait un prince de sang qui, après avoir suivi son cousin le roi Louis VII à la croisade, vivait en ermite dans la forêt. Selon d'autres, son nom viendrait simplement de sa région d'origine.
Une ville porte son nom au Québec dans la région Lanaudière : Saint-Félix-de-Valois.

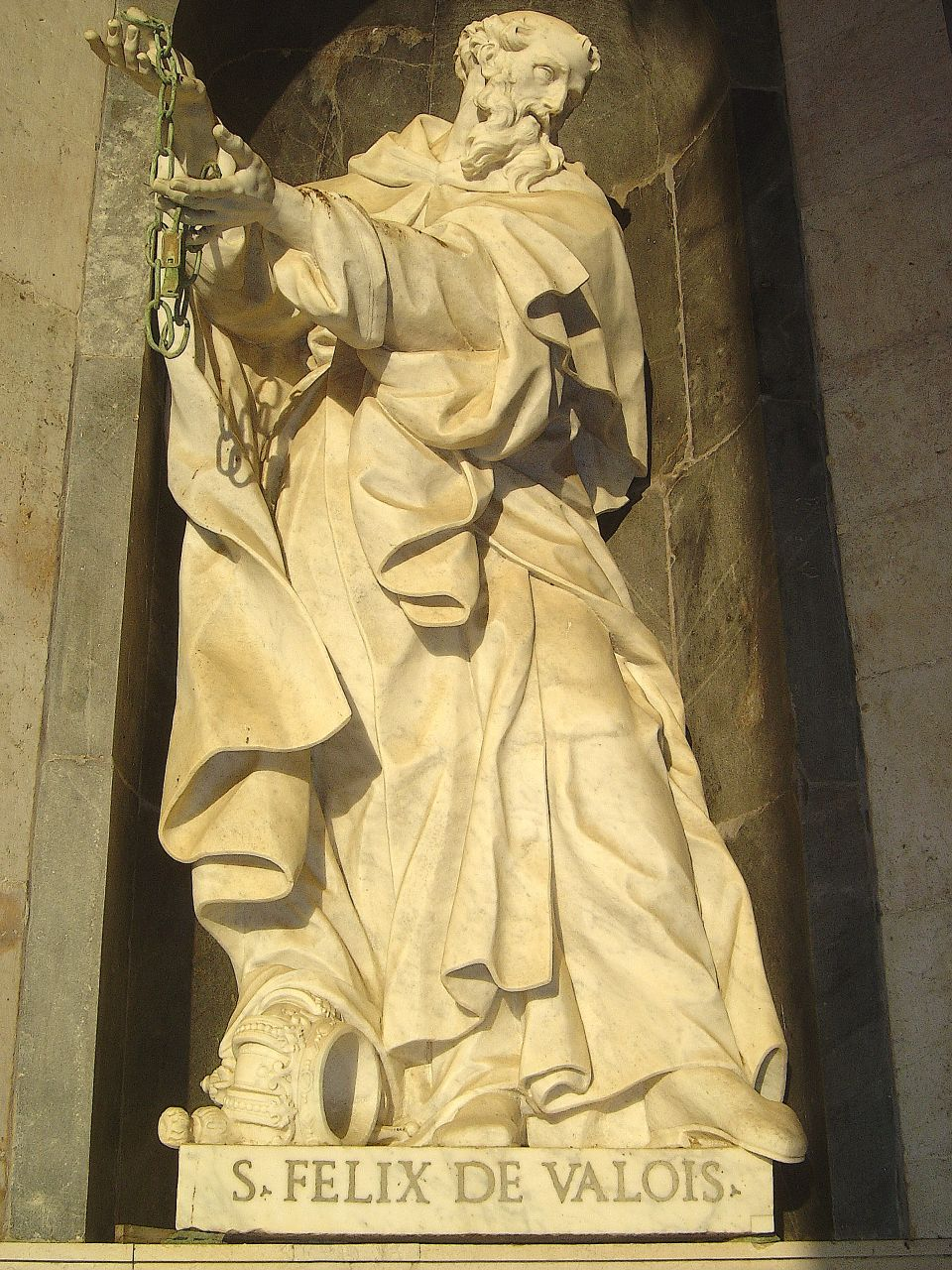
Statue de saint Félix de Valois, palais national de Mafra, Portugal.
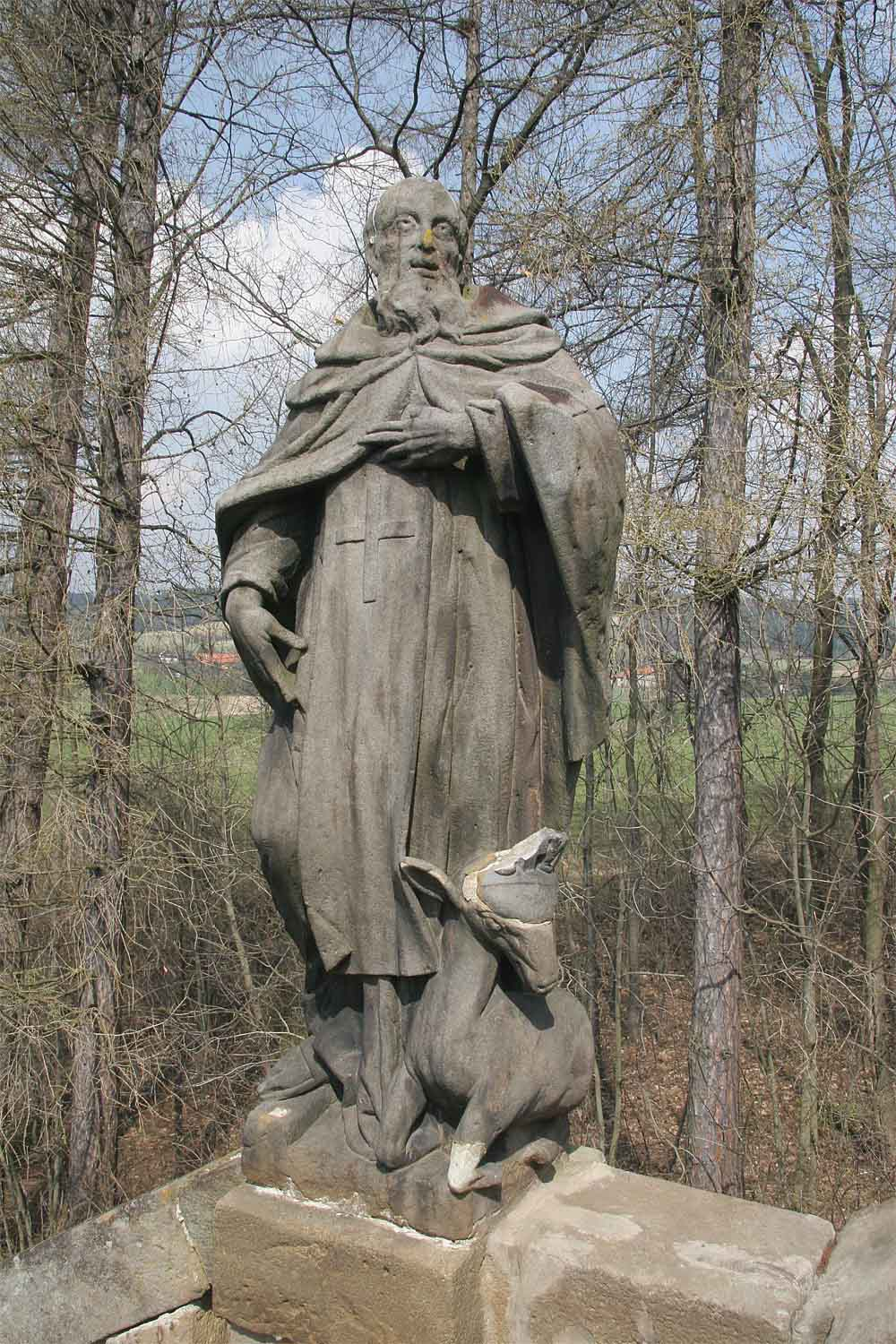
Statue de Félix de Valois, sanctuaire de Homole, église Notre-Dame des Douleurs, Borovnice (district de Rychnov nad Kněžnou), Tchéquie.
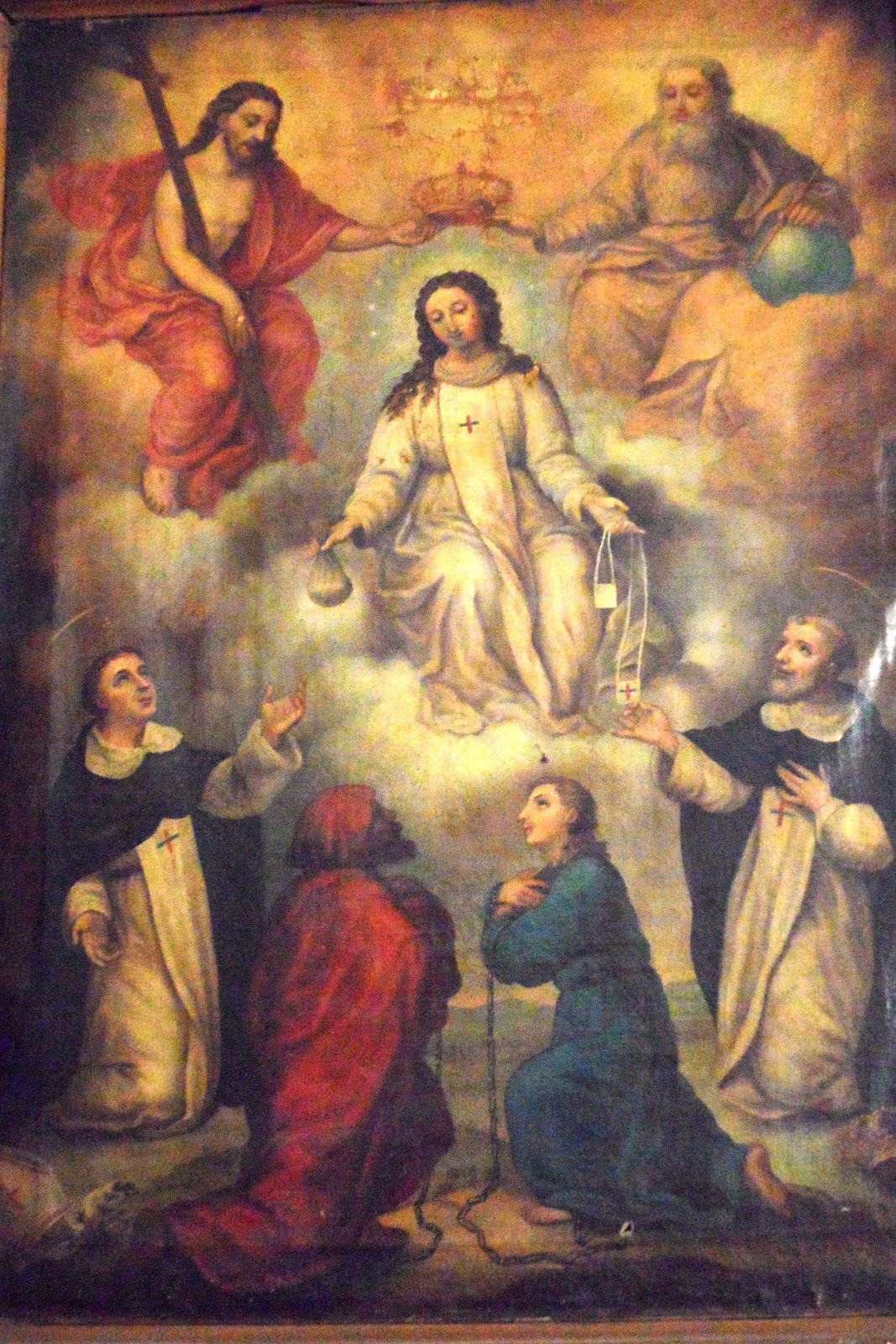
Notre-Dame du Bon Remède auprès de la Sainte Trinité remettant à saint Jean de Matha une aumônière et à saint Félix de Valois le scapulaire de la Sainte Trinité.

## Notre-Dame du Bon Remède
L'ordre des Trinitaires, fondé dans le but de secourir les captifs chrétiens sans armes ni violence, ne disposant pas des ressources financières nécessaires pour atteindre son objectif, incita les deux saints fondateurs Jean de Matha et  Félix de Valois à se mettre sous la protection de la Vierge. Ainsi, l'iconographie la présente leur donnant  une aumônière et le scapulaire de la Sainte Trinité. Avec ces deux objets, elle leur fournissait de quoi régler leur difficulté. Depuis lors, la Vierge a pris le titre de Notre-Dame du Bon Remède. C’est lors du chapitre général de 1959 que les religieux trinitaires ont demandé qu'elle soit proclamée officiellement patronne de l’Ordre par le Saint-Siège. Avec la diffusion de cette dévotion dans toute l'Europe, des milliers de prisonniers ont été libérés, principalement jusqu'au XVIIIe siècle. Depuis, d'autres actions sont menées en restant au service de l'Évangile et de l'Homme surtout du pauvre, du marginal et du captif. La dévotion à Marie sous ce titre ancien est principalement connue et célébrée dans la péninsule ibérique et en Amérique latine. Sa fête était célébrée le 8 septembre et le reste encore dans de nombreux endroits, même si elle l'est aussi à d'autres, notamment le 8 octobre (Nativité de la Vierge) et le 15 août (Assomption).